# Povšič
Povšič je priimek več znanih Slovencev:
- Boleslav Povšič (1921—2004), latinist, univerzitetni profesor v ZDA
- Frances Povsic (rojstno ime Francka Bolha), profesorica književnosti v ZDA
- Jože Povšič (1907—1985), matematik, biograf in bibliograf znanih slovenskih matematikov
- Lučka Povšič (* 1949), farmacevtka, biokemičarka
- Sabina Povšič, umetnostna zgodovinarka
- Tomaž Povšič, kemik, medicinec v ZDA